# Fred Teeven
Fredrik (Fred) Teeven (Haarlem, 5 augustus 1958) is een Nederlands voormalig politicus. Van 14 oktober 2010 tot 9 maart 2015 was Teeven staatssecretaris van Veiligheid en Justitie. Namens de Volkspartij voor Vrijheid en Democratie (VVD) maakte hij van 26 maart 2015 tot en met 22 maart 2017 deel uit van de Tweede Kamer. Eerder was hij officier van justitie in Amsterdam en lid van de Tweede Kamer namens Leefbaar Nederland (LN), waarvoor hij bij de Tweede Kamerverkiezingen 2002 de lijst aanvoerde.

## Levensloop
Teeven groeide op als zoon van een bankbiljettencontroleur die bij de Haarlemse drukker Joh. Enschedé werkte. Na de havo van 1970 tot 1977, en een controleursopleiding bij de Belastingdienst van 1977 tot 1980, studeerde Teeven vanaf 1987 in de avonduren Nederlands recht en notarieel recht aan de Vrije Universiteit Amsterdam. Hij behaalde in 1990 hier zijn doctoraalexamen in de rechten. Teeven volgde vanaf 1999 een post-academische studie aan de Universiteit Twente, waar hij in 2001 zijn Master of Public Management (MPM) haalde.
Hij werd belastingcontroleur en vervolgens officier van justitie. Hij stond bekend als 'crimefighter', omdat hij diverse onderzoeken leidde naar de georganiseerde misdaad. Teeven was onder meer betrokken bij de vervolging van Mink Kok en Johan Verhoek, alias 'De Hakkelaar'. Ook heeft Teeven een team van het Amsterdams parket in Amsterdam-Zuid en Oost geleid. Zijn directe rechterhand Kees de J. was betrokken bij de IRT-affaire, het gecontroleerd doorlaten van grote drugstransporten om de georganiseerde drugshandel in kaart te brengen. Teeven verklaarde, dat hij daarvan niet op de hoogte was.

### Politieke carrière
Toen in 2002 Pim Fortuyn in conflict raakte met het bestuur van Leefbaar Nederland volgde Teeven hem op als lijsttrekker. Hij beweerde dat de partij 15 zetels zou halen; het werden er twee. Van 16 mei 2002 tot 30 januari 2003 was Teeven fractievoorzitter van Leefbaar Nederland in de Tweede Kamer. Op 22 november 2002 hoorde hij via de radio dat zijn partijbestuur had besloten Emile Ratelband voor te dragen als lijsttrekker voor de verkiezingen van januari 2003. In reactie hierop diende Teeven op 8 december 2002 een motie van wantrouwen in tegen het partijbestuur, maar kwam vier stemmen tekort voor de vereiste tweederdemeerderheid, waarna hij opstapte. Hij werd uiteindelijk opgevolgd door Haitske van de Linde.
Teeven werd na opgestapt te zijn bij Leefbaar Nederland weer officier van justitie en werd lid van de VVD, waar hij voorheen ook lid van was. Bij de Tweede Kamerverkiezingen 2006 kwam hij op een zesde plaats van de kandidatenlijst van de VVD en werd hij opnieuw gekozen in het parlement. Hij hield zich vooral bezig met justitiebeleid. In deze periode maakte hij zich onder andere hard voor een nieuw politieonderzoek inzake de verdwijning van Willeke Dost.

### Staatssecretaris

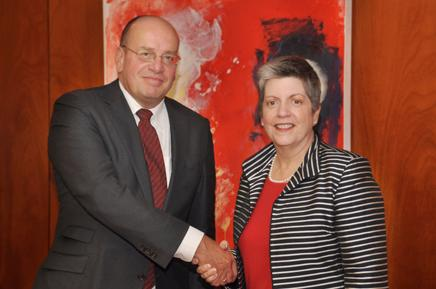
Fred Teeven en de Amerikaanse minister voor Binnenlandse Veiligheid Janet Napolitano in 2011.

Teeven werd op 14 oktober 2010 staatssecretaris van Veiligheid en Justitie in het kabinet-Rutte I en werd dat vanaf 5 november 2012 met dezelfde portefeuille in het kabinet-Rutte II.
In 2011 verwierp de Eerste Kamer het door hem verdedigde wetsvoorstel tot vereenvoudiging van de echtscheidingsprocedure door introductie van de zogenaamde echtscheidingsnotaris. Het wetsvoorstel was in 2008 ingediend door minister van Justitie in het kabinet-Balkenende IV, Ernst Hirsch Ballin.
Teeven diende in 2012 een wetsvoorstel in om in het Wetboek van Strafvordering bepalingen op te nemen over uitbreiding van het spreekrecht voor slachtoffers en nabestaanden in het strafproces.
In april 2013 moest hij zich verantwoorden voor de zaak-Dolmatov. Hij overleefde een motie van wantrouwen die was ingediend door de SP, Partij voor de Dieren en GroenLinks. Deze motie werd gesteund door het CDA, D66 en de ChristenUnie, maar regeringspartijen VVD en Partij van de Arbeid steunden Teeven.
Teeven was er tegen dat Volkert van der Graaf, die in 2002 Pim Fortuyn heeft vermoord, in 2014 voorwaardelijk werd vrijgelaten na het uitzitten van twee derde van zijn straf van 18 jaar cel, het gebruikelijke tijdstip dat iemand in Nederland voorwaardelijk wordt vrijgelaten. Van de rechter mocht Van der Graaf worden vrijgelaten en Teeven legde zich uiteindelijk bij dat oordeel neer.

#### Ontslag als staatssecretaris
Op 9 maart 2015 diende Fred Teeven (samen met minister van Justitie Ivo Opstelten) zijn ontslag in, nadat was gebleken dat Opstelten de Tweede Kamer onjuist had geïnformeerd over een deal in 2001 tussen Justitie en de crimineel Cees H. Teeven, die indertijd als officier van justitie de deal had beklonken, vond dat hij niet geloofwaardig kon blijven zitten terwijl minister Opstelten op dat onderwerp aftrad. Teeven deelde mee dat zijn aftreden niet had te maken met de inhoud van de deal: 'Met de deal is overigens helemaal niets mis'. Huub Willems, hoogleraar aan de Rijksuniversiteit Groningen en in 2001 vice-president van het Gerechtshof Amsterdam, zette in tv-programma Nieuwsuur echter vraagtekens bij de deal. 'Het is toch wel heel merkwaardig dat Cees H. zijn inkomen niet fiscaal op hoefde te geven en dat het OM daarover ook nog eens zijn mond zou houden.' Hoogleraar belastingrecht Guido de Bont noemde de deal van Teeven "vrij grote fiscale fraude". Ook advocaten Gerard Spong en Marcel van Gessel vinden dat er van alles mis is met de 'Teevendeal'. Het is onbekend waarom Teeven de minister niet heeft ingelicht over het bedrag dat aan H. werd overgemaakt.

### Terugkeer in de Tweede Kamer
Op 26 maart 2015 keerde Teeven terug als lid van de Tweede Kamer nadat Ard van der Steur minister van Justitie was geworden. Hij ging zich bezighouden met defensie en buitenlandse handel.

### Na de politiek
Teeven stond niet op de kandidatenlijst voor de Tweede Kamerverkiezingen 2017 en nam op 22 maart dat jaar afscheid als Tweede Kamerlid. Hij zou worden voorgedragen als lid van de Raad van State, maar trok zich voor die eventuele benoeming terug wegens felle kritiek op zijn uitspraken over de advocatuur en rechtsbijstand. Ook toonde hij korte tijd interesse in de burgemeesterspost van Haarlem. Samen met een partner zette hij een adviesbureau op dat bedrijven adviseert over veiligheid en cybercrime. In december 2017 werd hij daarnaast 3 dagen per week buschauffeur bij Connexxion in de regio Haarlem. In een interview aan De Telegraaf gaf Teeven toe dat een ernstig ongeluk in 2015 door hem veroorzaakt werd door te appen achter het stuur. In datzelfde interview zei hij dat hij in 2018 weer met het OM "om tafel" gaat om een terugkeer te bespreken.
Op 15 februari 2018 werd hij voorzitter van de raad van toezicht van Partners voor Jeugd, een samenwerkingsverband van jeugdzorgorganisaties William Schrikker en de Jeugd- & Gezinsbeschermers.
In 2018 nam Teeven deel aan het televisieprogramma Kroongetuige dat werd uitgezonden op RTL 4. Hij bleek de Kroongetuige in het spel te zijn.
Op 1 januari 2019 werd Fred Teeven voorzitter van VOI©E, de branchevereniging van collectieve beheersorganisaties in Nederland. Als staatssecretaris van Veiligheid en Justitie was hij onder meer verantwoordelijk voor de herziening van de Wet toezicht en geschillenbeslechting collectieve beheersorganisaties en daarmee verantwoordelijk voor de regulering van de organisaties die door VOI©E vertegenwoordigd worden. Tevens was Teeven in 2019 te zien in de film House of No Limits.
Sinds 1 november 2019 is Fred Teeven senior partner bij lobbykantoor Meines Holla & Partners.
In 2020 publiceerde Teeven in samenwerking met Rudie Kagie zijn terugblik Meer dan boeven vangen. Kroniek van een crimefighter. (ISBN 97890446 43121).
In 2022 was Teeven informateur bij de coalitiebesprekingen in de gemeente Houten. Ook reed hij met een touringcar naar de Pools-Oekraïense grens om Oekraïense vluchtelingen, die moesten vluchten als gevolg van de Russische invasie van Oekraïne, op te halen. In hetzelfde jaar werd hij voorzitter van het bestuur van de Nederlandse Brouwers. Fred Teeven is tevens betrokken bij de Nederlandse Airsoft Belangen Vereniging waarvoor hij als lobbyist werkzaam is.
Na de Provinciale Statenverkiezingen van 2023 werd Teeven door de BoerBurgerBeweging (BBB) gevraagd om te verkennen voor een vorming van een coalitie in Zuid-Holland. Na het onderzoeken van diverse mogelijkheden werd op zijn advies een coalitie geïnstalleerd van BBB, VVD, GroenLinks, PvdA en CDA.
In oktober 2024 stopte Teeven als buschauffeur. Op 1 december 2024 volgde hij Bertho Eckhardt op als voorzitter van werkgeversorganisatie Koninklijk Nederlands Vervoer.
- Gemeinsame Normdatei: 1268466786
- International Standard Name Identifier: 0000 0004 8398 4315
- Library of Congress Control Number: n2021062843
- Nederlandse Thesaurus van Auteursnamen: 407407235
- Parlement.com: vg9fgopufnzg
- Virtual International Authority File: 34147724846264591225